# Maninni
Maninni, pseudonimo di Alessio Mininni (Bitetto, 19 dicembre 1997), è un cantautore italiano.

## Biografia
Nato nel 1997 a Bitetto, in provincia di Bari, dopo aver studiato canto al liceo musicale "Don Lorenzo Milani" di Acquaviva delle Fonti, è salito alla ribalta nel 2016 dopo aver preso parte alla sedicesima edizione del talent show musicale Amici di Maria De Filippi, venendo eliminato poco prima dell'inizio della fase serale. Dopo l'esperienza del talent, nel 2017 ha pubblicato il singolo di debutto Parlami di te, seguito nel 2019 dal singolo Peggio di ieri con Marmo.
Dopo alcuni anni di inattività, dal 2021 ha ripreso a pubblicare musica con il singolo Senza, che è entrato nelle playlist di Spotify Scuola indie e New Music Friday, oltre ad entrare nella classifica dei primi 100 di Earone. Nel dicembre dello stesso anno ha ottenuto un contratto discografico con la Sony Music, con cui ha pubblicato i singoli Bari NY, Irene e Caffè, l'ultimo in particolare è entrato in rotazione nelle principali radio italiane.
Nel novembre 2022 è stato confermato come uno fra i dodici artisti partecipanti a Sanremo Giovani, festival musicale che ha selezionato sei artisti emergenti per il 73º Festival di Sanremo con il brano Mille porte, senza tuttavia accedere alla kermesse. Nel 2023 ha pubblicato i singoli Dicono, Graffi e Monolocale.
Nel febbraio 2024 ha partecipato in gara per la prima volta al 74º Festival di Sanremo col brano Spettacolare, con cui si è piazzato al ventiseiesimo posto nella classifica finale e vinto il Premio CoReCom per il miglior testo su tematiche sociali. Il brano è stato poi incluso nel suo primo album in studio Spettacolare, pubblicato il 9 febbraio successivo. Dal 13 al 28 marzo si è svolto da Molfetta (BA) a Torino il tour Spettacolare Tour 2024. Il 17 maggio ha pubblicato il brano Amore gourmet, inserito nell'edizione digitale del disco.

## Discografia

### Album in studio
- 2024 – Spettacolare

### Singoli
- 2017 – Parlami di te
- 2019 – Peggio di ieri (con Marmo)
- 2021 – Senza
- 2021 – Vestito rosso
- 2021 – Vaniglia
- 2021 – Bari NY
- 2022 – Irene
- 2022 – Caffè
- 2022 – Mille porte
- 2023 – Dicono
- 2023 – Graffi
- 2023 – Monolocale
- 2024 – Spettacolare
- 2024 – Amore gourmet

## Tournée
- 2024 – Spettacolare Tour 2024

## Programmi televisivi
- Amici di Maria De Filippi 16 (Canale 5, 2016-2017) - concorrente

## Partecipazioni a manifestazioni canore
- Festival di Sanremo (Rai 1)
  - 2024 – 26º posto con Spettacolare
- Sanremo Giovani (Rai 1)
  - 2022 – 7º posto con Mille porte

## Riconoscimenti
- Festival di Sanremo
  - 2024 – Premio CoReCom per il miglior testo su tematiche sociali per Spettacolare[22]